# Бертран II (граф Форкалькье)
Бертран II (фр. Bertrand II de Forcalquier; ум. 1207) — граф Форкалькье в 1151 — 1207 гг.

## Биография
Он стал преемником своего отца Бертрана I вместе с братом - Гильомом IV. Они оба упомянуты в пожертвовании, которое сделали в 1168 году Ордену Святого Иоанна Иерусалимского. Во время своего правления боролись против короля Альфонсо II Арагонского, графа Прованса, который стремился расширить свои владения на севере. 
В 1193 братья были вынуждены подписать договор в Экс-ан-Провансе, который предусматривал свадьбу Герсенды де Сабран (впоследствии она наследовала графство) и сына Альфонсо. Воспользовавшись смертью Альфонсо II, они возобновили военные действия, но были вновь разбиты. 
Бертран умер в 1207 году.

## Семья и дети
Бертран II женился на Сесили де Безье, вероятно, из семьи Транкавель. От этого брака было две дочери:
- Беатрикс, муж - Понс Юстас
- Сесиль, вышла замуж за Роджера III (ум. 1257), виконта и графа Кузерана.